# Carpinus tropicalis
Carpinus tropicalis är en björkväxtart som först beskrevs av John Donnell Smith, och fick sitt nu gällande namn av Cyrus Longworth Lundell. Carpinus tropicalis ingår i släktet avenbokar, och familjen björkväxter.

## Underarter
Arten delas in i följande underarter:
- C. t. mexicana
- C. t. tropicalis